# Лентнер, Роман
Роман Лентнер (пол. Roman Jan Lentner, 15 декабря 1937, Хропачув — 15 марта 2023, Берлин) — польский футболист и тренер.

## Биография
Роман родился 15 декабря 1937 года в Хропачуве. Он был сыном Павла и Эльжбеты Юречко; выпускник профессионального училища по профессиям токаря, геодезиста, техника-горняка. Он был воспитанником клуба «Чарни» (Хропачув). Он играл за команду из Хропачева в 1947—1953 годах, один раз в 1956 году. В 1953 году стал игроком ЛКС «Карлино», где играл до 1956 года. В том же году он стал игроком клуба «Гурник» (Забже). Он провёл 14 сезонов в клубе из Забже, сыграв в 241 матче. Как футболист «Гурника», он был вызван в сборную Польши. Дебютировал за сборную Польши 19 мая 1957 года, проиграв со счётом 0:1 Турции в Варшаве. Вместе с «Гурником» он восемь раз выигрывал титул чемпиона Польши и трижды выигрывал Кубок Польши. Он играл на Олимпийских играх в Риме в 1960 году.
После того, как его карьера футболиста закончилась, Роман стал тренером.
Награждён Золотым крестом Заслуги. В 1988 году Лентнер переехал в Германию и жил в Берлине, где и умер 15 марта 2023 года.